# Auxerre
Auxerre é uma comuna francesa na região administrativa da Borgonha-Franco-Condado, no departamento Yonne. Estende-se por uma área de 49,95 km². Em 2010 a comuna tinha 35 942 habitantes (densidade: 719,6 hab./km²).
Auxerre é conhecida mundialmente pelos seus vinhos. Os vinhedos de Chablis estão  a poucos quilômetros da cidade. Também é conhecida pelo seu clube de futebol e seu famoso ex-treinador Guy Roux.